# Лещенко, Дмитрий Ильич
Дми́трий Ильи́ч Ле́щенко (25 октября 1876, Николаев, Николаевское военное губернаторство — 9 ноября 1937, Ленинград) — участник революционного движения в России, соратник Ленина, один из первых организаторов советской кинематографии, заведующий Всероссийским фотокинематографическим отделом (ВФКО) Наркомпроса РСФСР (1919—1921), основатель и профессор Высшего института фотографии и фототехники.

## Биография
Родился 12 (25) октября 1876 года в Николаеве в семье рабочего. В 1895 году поступил на естественный факультет Петербургского университета. Студентом примкнул к революционному движению. В 1900 году стал членом РСДРП, вёл пропаганду среди рабочих Невской заставы. В 1902 году окончил университет.
В годы Первой русской революции был членом «химической группы», созданной в декабре 1905 года при ЦК РСДРП. Ему было поручено серийное производство бомб.
В этот период был также постоянным секретарём выходивших в Петербурге большевистских газет «Волна», «Вперёд», «Эхо» и почти ежедневно виделся с Лениным. Нелегальную работу прикрывал службой на мыловаренном заводе Жукова на Лиговке. Его трёхкомнатная квартира неподалёку от завода использовалась в конспиративных целях. Здесь часто бывали Ленин, Крупская, Луначарский, Воровский и др. В дальнейшем помогал создавать новые явочные квартиры, также выступал агитатором ЦК. Делегат V съезда РСДРП (1907). В революционных кругах был известен под псевдонимом Шатов.
В 1907 году был вынужден покинуть Петербург и поселился близ маяка Стирсудден в Финляндии, недалеко от дома Книповича, где жили Ленин и Крупская.
Активный участник Февральской революции, был секретарём редакции «Известий Петроградского Совета рабочих и солдатских депутатов». В 1917 году работал с Н. К. Крупской в Выборгской районной думе секретарём культурно-просветительной комиссии.
В 1917 году фотографировал Ленина в Разливе для конспиративного паспорта на имя рабочего Сестрорецкого завода Иванова.
С ноября 1917 по 1920 год — секретарь Государственной комиссии по просвещению, секретарь Наркомпроса РСФСР.
В 1918 году возглавил Петроградский кинокомитет, в декабре 1918 года — Центральный кинокомитет в Москве. Был основателем и профессором Высшего института фотографии и фототехники. Сыграл роль профессора в одном из первых советских игровых фильмов «Уплотнение» (1918).
С 1919 по 1921 год был руководителем Всероссийского фотокинематографического отдела Наркомпроса РСФСР, первой организации по управлению киноделом в пределах всей РСФСР. Участвовал в организации 1-й Государственной школы кинематографии.
В январе 1922 года был назначен заведующим Петроградским окружным фотокиноотделом ПОФКО, на базе которого 9 мая 1922 года была учреждена новая киноорганизация — «Севзапкино» (Северо-западное кинофотоуправление). Возглавлял «Севзапкино» до середины 1923 года. В марте 1923 года вошел в состав Художественного совета «Госкино».
В 1923—1929 годах избирался членом Петроградского, а потом Ленинградского городского совета.
С 1924 по 1929 год был директором Ленинградского государственного фотокинотехникума.
С 1923 по 1937 год работал заведующим кафедрой неорганической химии Ленинградского сельскохозяйственного института.
Скончался после тяжёлой болезни 9 ноября 1937 года в Ленинграде.

## Переводы, научная редакция
- Каутский Карл. Нет больше социал-демократии! / пер. с нем. М. Лапина и Дм. Лещенко, под ред. Дм. Лещенко. — С.Пб.: Утро, 1906. — 96 с.
- Каутский Карл. Эрфуртская программа (Комментарий к принципиальной части) / пер. с 6-го нем. изд. Д. Лещенко,  под ред. П. Орловского. — С.Пб.: Товарищество «Знание», 1907. — 207 с.
- Гранц Г. Парусная яхта. Руководство к самостоятельному. изготовлению управляемой модели парусной яхты (величина модели более аршина) / Перераб. с 3-го нем. изд. Дм. Лещенко. — С.Пб.: Издательство учебных пособий и занятий, 1911. — 75 с.
- Фарион Вильгельм. Химия высыхающих масел / пер. с нем. Д .И. Лещенко, под ред. П. И. Шестакова. — С.Пб.: З. М. Таланцев, 1913. — 366 с.
- Либкнехт В. Никакихъ компромиссовъ, никакихъ избирательныхъ соглашенiй / пер. с нем. Дм. Лещенко. — М.: Государственное издательство, 1919. — 64 с.
- Лэб В. Химия биологических процессов / пер. С. М. Пресмана,  под ред. Дм. Лещенко. — Л.: Государственное издательство, 1925.
- Шперль Г. Фотографический справочник = Praktische Rezeptsammlung für Fach- u. Amateurphotographen / пер. с 6-го перераб. и расширенного изд. О. Глинка, под ред. проф. Дм. Лещенко. — Л.: Научное химико-техническое издательство, 1927. — 234 с.
- Пешль В. Введение в фотографию. Краткое теоретическое и практическое руководство / пер. с нем. под ред. проф. Дм. Лещенко. — Л.: Научное химико-техническое издательство, 1929. — 256 с.